# Urs Janett
Urs Janett, né le 31 mai 1976 à Altdorf (originaire de Zillis-Reischen et de Zurich), est une personnalité politique uranaise, membre du Parti libéral-radical (PLR). Il est membre du gouvernement uranais depuis juin 2016.

## Biographie
Urs Janett naît le 31 mai 1976 à Altdorf, dans le canton d'Uri. Il est originaire de deux communes du canton de Zurich, Zillis Reichen et Zurich,.
Il suit sa scolarité et obtient sa maturité de type C (scientifique) en 1996 à l'école cantonale du canton d'Uri. Il fait ensuite des études de droit à l'Université de Berne et à l'Université du pays de Galles. Il obtient sa licence en 2001, suivie par un brevet d'avocat en 2003. Il obtient encore deux certificat d'études avancées (en), le premier en gestion publique en 2013, le second en communication de crise en 2015.
Il travaille d'abord un an comme consultant pour une société lucernoise, puis en 2005-2006 comme responsable du personnel pour une société de services de télédiffusion. Il rejoint ensuite en 2007 l'administration uranaise, à la direction des constructions, où il est nommé chef de la section du droit et du personnel. De 2009 à 2015, il est secrétaire général de la direction de la sécurité, puis secrétaire général du Tribunal administratif fédéral jusqu'en 2016,.
Il a le grade de lieutenant-colonel à l'armée.
Il est marié à Beatrice Kolvodouris, juge suppléante au Tribunal pénal fédéral après avoir notamment été juge d'instruction et procureur dans le canton d'Uri. Ils ont a deux filles, nées en 2006 et 2010 et habitent à Altdorf,.

## Parcours politique
Il adhère aux Jeunes libéraux-radicaux en 1997 et préside le parti de 2003 à 2005.
Il est conseiller municipal (exécutif) d'Altdorf de 2007 à 2016.
Il est élu au Conseil d'État le 10 avril 2016, au deuxième tour (meilleur des deux derniers élus avec 7 248 voix). Il entre en fonction le 1er juin 2016, à la tête de la direction des finances. Il est réélu le 8 mars 2020 au premier tour, avec le meilleur score (8 756 voix ; majorité absolue à 5 705 voix) et simultanément élu à la fonction de vice-président du gouvernement (landestatthalter).